# Berlinbarn
Berlinbarn kallades de barn som under åren 1947 till 1993 bjöds in från svåra förhållanden i Berlin att tillbringa en tid hos en familj i Sverige eller Norge. Flera organisationer deltog; enbart Berlinbarnhjälpen förmedlade plats för 50 000 barn under åren 1956 till 1993.

## Historik
Efter andra världskriget var Berlin en stad med svåra sociala problem. För att ge hjälp åt stadens familjer erbjöds barn ur svåra sociala sammanhang att komma till familjer i Sverige eller Norge. De skulle under vistelser på vanligen två till tre månader få lugn och ro, frisk luft, tillgång till ren natur och en möjlighet att äta upp sig.
Många av värdfamiljerna var aktivt troende och kunde tillhöra Svenska kyrkan, Jehovas vittnen eller olika frikyrkor. Många var också aktiva i till exempel Individuell Människohjälp. De flesta familjerna talade inte tyska vilket medförde att många berlinbarn lärde sig tala ett skandinaviskt språk.
Flera organisationer ordnade resorna för de så kallade Berlinbarnen, bland andra Svenska Baptistsamfundet, Röda Korset, Rädda Barnen och Berlinbarnhjälpen. Från tysk sida spelade Tysklands socialdemokratiska parti en viktig roll. Flera engagerade medlemmar hade under tredje riket varit flyktingar i Skandinavien. Till dessa hörde Berlins socialdemokratiske borgmästare Willy Brandt, som var starkt engagerad.
Efterhand ändrades syftet med programmet så att det främst var barn i familjer med sociala problem eller som levde på socialbidrag som fick åka. Även ett politiskt syfte fanns - att stärka banden mellan tyskar och grannfolken, där många hade tillfogats stort lidande under den tyska ockupationen under kriget. Förutom till Norge och Sverige fick berlinbarn i mindre omfattning också komma till bland annat Nederländerna,  Storbritannien, Österrike och Schweiz. 
Luftbron till Berlin 1948-1949 och uppförandet av Berlinmuren 1961 stimulerade viljan att hjälpa barnen i den problemdrabbade staden. I och med murens uppförande blev det bara barn från Västberlin som kunde åka.
Inte förrän efter Berlins, och Tysklands, återförening 1990 ställdes verksamheten in. 1993 upphörde Berlins senat med sitt stöd till verksamheten.